# Монопольная прибыль
Монопольная прибыль — особый вид экономической прибыли, возникающий в условиях монополии. Такая прибыль обусловлена способностью монополиста ограничивать производство продукции и оказывать воздействие на цену продукта в свою пользу.
Существует как причинная взаимосвязь, так и заметное отличие между неопределенностью, с одной стороны, и монополией, с другой стороны, как источниками прибыли. Причинная взаимосвязь проявляется в том, что предприниматель может уменьшить неопределенность или, по крайней мере, смягчить её последствия путём достижения монопольной власти.
Монопольной прибылью называют прибыль выше средней (обычно в условиях идеальной конкуренции прибыль у каждой фирмы равна средней рыночной), получаемую монопольными компаниями в результате их особого положения на рынке.
Существование монополии в той или иной форме является финальным источником экономической прибыли.
Одним из условий получения монополистической прибыли является способность фирмы влиять на цены, устанавливая их с максимальной для себя выгодой, поэтому образуется она не как добавочная прибыль, а вследствие продажи продукции по завышенной цене.